# Hohensaaten
Hohensaaten este o comună din landul Brandenburg, Germania.